# Pagliacci
Pagliacci (traducció literal, "Pallassos") és una òpera italiana amb un pròleg i dos actes, amb música i llibret de Ruggero Leoncavallo. L'òpera explica la història de Canio, actor i líder d'una companyia teatral de la commedia dell'arte, que assassina la seva dona Nedda i el seu amant Silvio a l'escenari durant una actuació. Pagliacci es va estrenar al Teatre Dal Verme de Milà el 21 de maig de 1892, dirigit per Arturo Toscanini, amb Adelina Stehle com a Nedda, Fiorello Giraud com a Canio, Victor Maurel com a Tonio i Mario Ancona com a Silvio. Poc després de la seva estrena italiana, l'òpera es va tocar a Londres (amb Nellie Melba com a Nedda) i a Nova York (el 15 de juny de 1893, amb Agostino Montegriffo com a Canio). Pagliacci és l'única òpera del compositor que encara es representa àmpliament.
Pagliacci sovint es posa en escena amb Cavalleria rusticana de Pietro Mascagni, una doble factura coneguda col·loquialment com "Cav/Pag".

## Origen i disputes
Leoncavallo era un compositor poc conegut quan Cavalleria rusticana de Pietro Mascagni es va estrenar cap al 1890. Després de veure l'èxit de Mascagni, Leoncavallo va decidir escriure una òpera com a resposta: un acte compost a l'estil verisme.
Leoncavallo va basar la història de Pagliacci en un incident de la seva infància: l'assassinat el 1865 d'un criat de la família Leoncavallo, Gaetano Scavello, assassinat per Gaetano D'Alessandro, amb el germà Luigi com a còmplice. L'incident es va originar a partir d'una sèrie de relacions romàntiques percebudes que implicaven Scavello, Luigi D'Alessandro, i una noia del poble amb la qual tots dos homes estaven enlluernats. El pare de Leoncavallo, jutge, va presidir com a magistrat la instrucció penal.
Leoncavallo va titular la seva història Il pagliaccio (El pallasso). El baríton Victor Maurel, que va ser el primer Tonio, va demanar que Leoncavallo canviés el títol del singular Il pagliaccio al plural I Pagliacci, per ampliar l'interès dramàtic només de Canio per incloure Tonio (el seu propi paper).
L'autora francesa Catulle Mendès va demandar a Leoncavallo per plagi després de conèixer la trama del llibret de Leoncavallo a partir d'una traducció francesa de 1894. Mendès va pensar que s'assemblava a la seva obra de teatre de 1887 La Femme de Tabarin, que s'estructurava com una obra dins de l'obra i presentava un pallasso assassinant la seva dona. Leoncavallo va advocar desconeixement de l'obra de Mendès. Més tard, hi va haver contra-acusacions que l'obra de Mendès s'assemblava a Un Drama Nuevo (1867) de Don Manuel Tamayo y Baus. Mendès va abandonar la seva demanda. L'estudiós Matteo Sansone ha suggerit que Leoncavallo va tenir una àmplia oportunitat d'exposar-se a noves obres d'art i musicals francesos mentre vivia a París entre 1882 i 1888, inclosa l'obra de Mendès, una altra versió de La femme de Tabarin de Paul Ferrier i Tabarin, una òpera composta per Émile Pessard que es basava en l'obra de Ferrier.

## Representacions
Pagliacci va rebre crítiques diverses després de la seva estrena mundial, però va tenir un èxit instantani entre el públic i l'ha mantingut des de llavors. L'estrena britànica de Pagliacci va tenir lloc a la Royal Opera House, Covent Garden, a Londres el 19 de maig de 1893. L'estrena als Estats Units va seguir un mes després a la Grand Opera House de Nova York el 15 de juny, amb el tenor nord-americà Agostino Montegriffo com a Canio. El Metropolitan Opera va posar en escena l'obra per primera vegada l'11 de desembre com a doble cartell amb Orfeo ed Euridice, amb Nellie Melba en el paper de Nedda.
El Met va tornar a posar en escena Pagliacci com a doble factura, aquesta vegada seguit per Cavalleria rusticana el 22 de desembre de 1893.
A Catalunya es va estrenar el 25 de gener de 1895 al Gran Teatre del Liceu, amb Hariclea Darclée i Giuseppe Moretti. Va ser acollida amb fredor.
Des d'aleshores, les dues òperes s'han representat amb freqüència com una doble factura, una parella que en el món operístic es coneix col·loquialment com "Cav i Pag".

## Rols
| Rol                                         | Rol a Commedia dell'arte                                | Tipus de veu | Elenc estrena, 21 maig 1892 Director: Arturo Toscanini |
| ------------------------------------------- | ------------------------------------------------------- | ------------ | ------------------------------------------------------ |
| Canio, cap de la companyia                  | Pagliaccio (Pierrot), marit de Colombina                | tenor        | Fiorello Giraud                                        |
| Nedda, esposa de Canio, enamorada de Silvio | Colombina, esposa de Pagliaccio, enamorada d'Arlecchino | soprano      | Adelina Stehle                                         |
| Tonio, el bufó                              | Taddeo, servent de Colombina                            | baríton      | Victor Maurel                                          |
| Beppe (Peppe), actor                        | Arlecchino, amant de Colombina                          | tenor        | Francesco Daddi                                        |
| Silvio, amant de Nedda                      |                                                         | baríton      | Mario Ancona                                           |
| Chorus of villagers                         |                                                         |              |                                                        |

## Sinopsi

### Acte I
| Vesti La Giubba                                        |
|                                                        |
| Cantat per Enrico Caruso, gravat el 17 de març de 1907 |
|                                                        |
| No Pagliaccio non son                                  |
|                                                        |
| Per Enrico Caruso                                      |
|                                                        |

Amb el teló baixat, apareix Tonio, pallasso de la companyia de còmics, geperut i ressentit, representant el rol de «Pròleg» i que canta una mena d'ària en què proclama el propòsit de la nova escola verista, pintar un fragment de vida, amb l'home com a protagonista, i que acaba amb un grandiloqüent Andia! Incominiciate!.
A la plaça d'un petit poble, on s'ha instal·lat la companyia ambulant de còmics, arriben els pagesos endiumenjats que celebren les festes en un ambient popular. El director, el pallasso Canio, anuncia l'espectacle. Quan Nedda, la muller de Canio, que fa el paper de Colombina en la pròxima funció, baixa del carro, s'hi acosta Tonio per ajudar-la, situació que provoca una furiosa reacció de gelosia de Canio, que l'aparta amb una empenta i li clava una bufetada. Tonio se'n va mormolant venjança. Els pagesos han convidat Canio a beure un vas de vi i quan li fan broma sobre el company, té una resposta contundent, profètica, tot advertint que el que pot fer riure en el món del teatre no ho tolerarà en la vida real.
Arriben els músics i sonen les campanes, i homes i dones entonen un alegre cant popular. Nedda, sola en escena, primer angoixada i temerosa per la reacció del marit, aviat es mostra sensible a la bellesa de la tarda d'agost i al vol dels ocells, i somia en la seva llibertat. Es presenta Tonio, que la mira amb desig i és rebut amb desconfiança i menyspreu per ella. En una escena de gran tensió dramàtica, Tonio li declara el seu amor i Nedda adopta una actitud de burla que desespera l'enamorat, que l'amenaça i intenta besar-la, i rep com a resposta una fuetada a la cara. La torna a amenaçar amb més contundència mentre ella l'insulta amb ferotgia. Arriba Silvio, un vilatà que ha esdevingut amant de Nedda; ella li explica l'actitud de Tonio, que l'espanta, i ell li demana que abandoni la seva gent. Tonio presencia sense ser vist el final de la trobada entre els dos amants, que es posen finalment d'acord per fugir junts aquella mateixa nit i se'n va per avisar Canio. Aquest arriba amb un gran crit i Silvio aconsegueix fugir. El riure cínic de Tonio provoca el menyspreu de Nedda; Canio vol saber el nom del fugitiu a qualsevol preu, però la jove s'hi nega amb fermesa. Quan Canio s'abraona sobre Nedda, fora de si, arriba Beppe, el pallasso jove, que li recorda que aviat ha de començar l'espectacle.
Canio pren consciència de la realitat i Tonio el convenç que dissimuli i posposi el càstig per a després de la representació. Canio ens fa partícips del seu drama: fer riure el públic quan només té ganes de plorar; confessió que té el seu moment culminant en la l'ària Vesti la giubba.

### Acte II

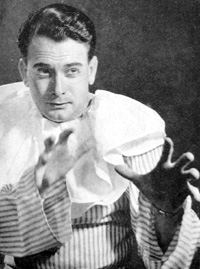
Gé Korsten en el seu debut com a Canio

Al mateix escenari del primer acte, ja de nit, el públic va arribant. Nedda, que cobra l'entrada als assistents, intercanvia unes paraules amb Silvio, tot demanant-li prudència, i la funció comença. Nedda va vestida de Colombina i figura que espera el seu estimat, Arlecchino, aprofitant que el seu marit, Pagliaccio, no ha de tornar fins a la nit. Arlecchino (que interpreta Beppe) li canta una serenata des de fora. Quan Colombina fa el signe convingut perquè entri l'amant, apareix Taddeo (personatge interpretat per Tonio), amb el paner de la compra, que afirma estar enamorat d'ella i pretén, en una escena còmica, exagerant el to, aprofitar igualment l'absència del marit. Entra Arlecchino, que agafa Taddeo per l'orella, li clava una puntada de peu i l'envia fora amb grans riallades de la gent. Taddeo se'n va a vigilar la possible arribada del marit i els amants preparen un sopar i ell li proposa que doni un narcòtic al marit i així poder fugir junts a la nit.
Taddeo s'adona de la presència de Pagliaccio, enfurismat, que busca una arma per venjar-se. Arlecchino intenta fugir per la finestra i li recorda la cita nocturna. Canio entra amb la disfressa de Pagliaccio i increpa la seva muller amb fúria. Aleshores sent renéixer una gelosia folla que de moment intenta dissimular i seguir el seu paper i interroga Colombina sobre la presència d'un altre home. Colombina li diu que es tractava de Taddeo; aquest intervé amb aire mofeta i afirma que Colombina és pura i detesta la mentida. Les rialles de la gent descontrolen finalment Canio, que les rep com un afront personal.
En l'escena final, ja fora de la comèdia que fins ara havien intentat representar, Canio es dirigeix al públic per dir-li que té dret a actuar com un home qualsevol i demana amb ira el nom de l'amant a la seva muller, com havia fet abans, i quan ella intenta seguir el seu paper, la interromp brutalment i canta la seva darrera ària, No! Pagliaccio non son, en què ens revela que havia recollit Nedda, òrfena i morta de gana, i li havia donat el seu nom i el seu amor; evoca la confiança que havia tingut en ella i la ingratitud amb què ha respost. El final es precipita. El públic comença a dubtar si el que està veient és realitat o és teatre, Beppe intenta inútilment evitar el desastre, Canio insisteix amb obcecació per saber el nom de l'amant, a la qual cosa Nedda es nega amb decisió. Paglaccio agafa el ganivet que hi ha sobre la taula i el clava amb força al pit de la dona, que cau aterrida i crida Silvio. Aquest corre cap a ella i Canio li clava immediatament el punyal al cor. Canio es dirigeix al públic i tanca l'òpera amb la famosa frase de la Commedia dell'arte: La commedia è finita.